# Cosmic Crisp
Cosmic Crisp est un cultivar de pomme américaine portant le numéro d'étude WA 38. La sélection a débuté en 1997 au Tree Fruit Research and Extension Center de l'Université d'État de Washington (WU) à Wenatchee, dans l’État de Washington. Cosmic Crisp combine les meilleures caractéristiques des pommes Honeycrisp et Enterprise. Lors de la sélection, l'accent n'a pas été mis sur l'apparence, mais sur la durabilité et la durée de conservation. Cosmic Crisp se caractérise principalement par une coloration uniforme, une chair ferme et une durée de conservation améliorée. C'est la première variété de pomme cultivée en masse développée à Washington.
La variété a d'abord été plantée pour un usage commercial au printemps 2017, avec 12 millions d'arbres commandés à l'avance par des vergers de l'État de Washington. La variété n'était initialement disponible que pour les producteurs de Washington et le restera pendant au moins dix ans. L'intérêt pour le cultivar était si élevé que des jeunes plants ont été attribués aux pomiculteurs lors d'une loterie organisée en 2014,.
La pomme mûrit en même temps que la Red Delicious et devrait remplacer une grande partie des stocks de Red Delicious. Cosmic Crisp sera disponible pour les consommateurs en 2019 après 20 ans de développement,.
Le New York Times a décrit la pomme comme « extrêmement sombre, richement parfumée, croquante et juteuse, » ce qui en fait « la pomme la plus prometteuse et la plus importante de l'avenir. » Food Republic l'a qualifiée de « plus ferme que la Honeycrisp, mais pas trop ferme. Et elle est riche en sucre et en acidité, ce qui la rend bien supérieur aux variétés Red Delicious, Gala et Fuji. » Northwest Public Radio note que l'État de Washington, qui produit 70% des pommes américaines, parie que cette pomme « conquérera » le marché lorsqu'elle atteindra les rayons des supermarchés en 2019.